# トピコ
トピコ（Tópico）は、秋田ステーションビル株式会社が運営する秋田駅併設の駅ビルである。

## 店舗
各階ごとにゾーンを設け利用しやすいようにしている他、2階の開店時間内でJR線の入場（秋田駅トピコ口）も可能で、立ち寄りに便利な構造となっている。
1階・フードパーク
2020年1月14日より1階フロアを改装のため休業し、3月19日に「フードパーク」（FOOD PARK）として営業を再開した。フロアは公園をテーマにデザインされ、郵便局と地産地消をテーマにしたレストランなどが新たにテナントとして入った。4月には和食のレストランが出店した。
| - LOCAL KITCHEN_RAILS AKITA - 秋田地魚・大かまど飯 いさばや。 - みんなのやさい畑 - ヴィ・ド・フランス - ドトール - ディッパーダン | - ロッテリア - 吉野家 - はなまるうどん - 秋田駅トピコ郵便局 - 秋田銀行本店営業部トピコ出張所 |

2階・ショッピングゾーン
| - 旭南高砂堂（菓子販売） - 金萬（お土産・菓子） - 米菓匠鼎庵（菓子販売） - お菓子のくらた（菓子販売） - かおる堂（菓子販売） - 三松堂（菓子販売） - ラグノオ（菓子販売） - 菓子舗榮太楼（菓子販売） - 秋田郷土菓子司 勝月（菓子販売） - 光月堂（菓子販売） - 杉山壽山堂（菓子販売） - FLO・PRESTIGE（菓子販売） - アント・ステラ（菓子販売） | - 新宿さぼてん（とんかつ） - あきた鮨（寿司） - みーとらぼ（惣菜） - 豚まんの福楼（豚まん） - 日本一（焼鳥） - 一文字（おにぎり） - ジュピター（酒類・外国産食品販売） - 石川酒店（酒類販売） - あきたくらす（立ち呑み） - 羽州（お土産） - 東北めぐり いろといろ（お土産） - 秋田特産 さいとう（お土産） - 竹谷本店（銀線細工など） - 遊粋道楽（衣料品） - 和モダン 六花（和雑貨） - 更紗（衣料品） | - HABA（化粧品） - 青山薬局 - くめかわクリーニング - caoca広場サービスカウンター - 秋田銀行本店営業部トピコ第二出張所 - セブン銀行本店トピコ共同出張所 （各ATM） ほか。 |

3階・アキタダイニング
2019年3月22日、レストランフロアを開業以来初の大規模改装を行い、フロア名を「アキタダイニング」として、リニューアルオープンした。
| - 秋田の恵み鮨処 秋田港 - 秋田比内地鶏や - 中華ダイニング 欣秋 - 稲庭干饂飩 八代目 佐藤養助 | - YA-YA Stazione B - パブロカザルス - ラーメンダイニング林泉堂 |

## 歴史
- 1960年（昭和35年）11月26日 - 秋田ステーションデパート株式会社が設立。
- 1961年（昭和36年）9月2日 - 「秋田ステーションデパート」開業。
- 1992年（平成4年） - 中央改札口コンコースに上下エスカレーターを増設。みどりの窓口付近にあった、利用時間別（主に上りエスカレーター）稼動エスカレーター撤去。
- 1996年（平成8年）
  - 1月16日 - 21日 - 仮店舗に移転のため休業。
  - 1月22日 - 秋田駅改築工事のため、北館の2階と南館の二手に分けた仮設店舗にて営業再開。秋田駅南改札口閉鎖。
- 1997年（平成9年）3月16日 - 「トピコ」として再開[6]。南改札口開設。
- 2003年（平成15年）12月12日 - 秋田銀行本店営業部JR出張所（有人窓口）が営業を終了。本店営業部に統合。
- 2004年（平成16年）
  - 2月27日 - 秋田県での第1号店となる「はなまるうどん秋田トピコ店」オープン。
  - 4月1日 - 「秋田ステーションデパート株式会社」と「秋田ターミナルビル株式会社」が合併し、「秋田ステーションビル株式会社」に商号変更。
- 2007年（平成19年）
  - 4月1日 - ポイントサービス「caoca」開始。
  - 7月1日 - 南改札口を「トピコ口」（トピコぐち）に改称。
- 2013年（平成25年）4月1日 - 全57店舗にて「Suica」での電子決済サービスを開始[7]。
- 2019年（平成31年/令和元年）
  - 3月22日 - 3階のレストランフロアを「アキタダイニング」として、リニューアルオープン[8]。
  - 8月12日 - 3階「秋田の恵み鮨処 秋田港」オープン。これにより、予定されていた3階レストラン街9店舗全てオープン[9]。
- 2020年（令和2年）
  - 1月14日-3月18日 - 改装工事のため1階フロアが休業[10]。
  - 3月1日 ‐ ポイントサービス「caoca」が終了[1]。
  - 3月2日 - ポイントサービス「caoca」から「JRE POINT」へ移行するため全館休館。
  - 3月3日 - ポイントサービス「JRE POINT」開始。
  - 3月19日 - 1階フロアが「フードパーク」（FOOD PARK）としてリニューアルオープン。
  - 4月20日 - 新型コロナウイルス感染拡大に伴う、政府の緊急事態宣言全国拡大を受け、当面の間、「トピコ」が臨時休業[11]。
  - 5月7日 - 営業を再開[12]。
- 2021年（令和3年）12月24日 -  林泉堂としては秋田市初出店となる、3階レストラン街に「ラーメンダイニング林泉堂」オープン[13]。
- 2022年（令和4年）
  - 4月10日 - この日をもって、トピコ口の改札業務を終了。
  - 7月8日・9日・10日 - 秋田新幹線こまち開業25周年を記念して、1階特設コーナーにて紀ノ国屋の商品約120種を販売[14]。
- 2023年（令和5年）
  - 7月15日 - 大雨の影響により15時にて全館閉店。
  - 7月16日[15]・17日 - 臨時休業。
- 2025年（令和7年）
  - 2月24日 - 全フロア18時にて閉店[16]。
  - 2月25日-3月2日 -  電気設備工事のため臨時休館[16]。
  - 3月3日 - 全フロアの営業を再開[16]。